# Гонсалес-Вихиль, Аурелио
Хосе Аурелио Гонсалес-Вихиль Бентин (исп. José Aurelio Gonzales-Vigil Bentín; род. 1 марта 1996 года, Лима, Перу) — перуанский футболист, нападающий.

## Клубная карьера
Гонсалес-Вихиль начал профессиональную карьеру в клубе «Мельгар». В 2014 году он был включён в заявку основы. 16 марта в поединке Кубка Перу против «Лос Кайманоес» Аурелио дебютировал за команду. 17 мая 2015 года в матче против «Спорт Лорето» Гонсалес-Вихиль дебютировал в перуанской Примере. 26 июля в поединке против «Сьенсиано» он забил свой первый гол за «Мельгар». По итогам сезона Гонсалес-Вихиль стал чемпионом страны.

## Международная карьера
В 2015 году в составе молодёжной сборной Перу Гонсалес-Вихиль принял участие молодёжном чемпионате Южной Америки в Уругвае. На турнире он сыграл в матчах против команд Боливии, Колумбии, Бразилии и дважды Аргентины. В поединке против аргентинцев Гонсалес-Вихиль забил гол.

## Достижения
Командные
 «Мельгар»
- Чемпионат Перу по футболу — 2015